# Барильник Тимофій Григорович
Тимофі́й Григо́рович Бари́льник (нар. 23 лютого 1909, село Нововоронцовка, тепер Нововоронцовський район Херсонської області — 13 вересня 1987, Херсон) — український радянський і компартійний діяч, депутат Верховної Ради УРСР 3—7-го скликань. Член ЦК КПУ в 1952—1961 р. Кандидат у члени ЦК КПУ в 1961—1971 р.

## Біографія
Народився в родині селянина-бідняка. Українець.
У 1927 році закінчив сільськогосподарський технікум. Працював колгоспником колгоспу «Шлях до соціалізму» на Миколаївщині. З 1929 до 1941 року — агроном, старший агроном Каховської, Нововоронцовської, Качкаровської, Покровської машинно-тракторних станцій (МТС), головний агроном Нововоронцовського районного земельного відділу Миколаївської області. Член ВКП(б) з 1940 року.
Учасник Другої світової війни з жовтня 1941 року. Воював на Південному, Північно-Кавказькому, Степовому, 2-у і 3-у Українських, 1-у Білоруському фронтах. Пройшов бойовий шлях від заступника командира роти по політичній частині 112-го окремого інженерного батальйону до старшого інструктора по роботі серед військ і населення супротивника політвідділу 89-ї гвардійської стрілецької дивізії 5-ї Ударної Армії, гвардії майор. У 1945 — 1946 роках — старший інструктор політвідділу Радянської військової адміністрації провінції Бранденбург у Німеччині.
З 1946 до 1947 року працював головним агрономом Нововоронцовського районного відділу сільського господарства Херсонської області.
З березня 1947 до грудня 1948 року — секретар Калінінського райкому КП(б)У Херсонської області, а з грудня 1948 до вересня 1950 року — 1-й секретар Великолепетихського райкому КП(б)У Херсонської області.
У 1950 році заочно закінчив Одеський сільськогосподарський інститут.
У вересні 1950 — грудні 1962 року — голова виконкому Херсонської обласної ради депутатів трудящих.
У січні 1963 року — інспектор ЦК КПУ.
У січні 1963 — грудні 1964 року — 1-й секретар Миколаївського сільського обласного комітету КПУ.
У грудні 1964 — липні 1968 року — голова виконкому Миколаївської обласної Ради депутатів трудящих.
З липня 1968 року — на пенсії. З 1968 року викладав у Херсонському сільськогосподарському інституті.

## Нагороди
Нагороджений двома орденами Леніна (20.12.1943, …), орденами Трудового Червоного Прапора, Вітчизняної війни 1-го (31.05.1945) та двома 2-го (02.06.1944, 06.04.1985) ступенів, Червоної Зірки (31.01.1945), медалями.